# Oleh Tverdokhlib
Oleh Tverdokhlib (em ucraniano Твердохліб Олег; Dnipropetrovsk, 3 de novembro de 1969 — 18 de setembro de 1995) foi um atleta ucraniano especialista em 400 metros com barreiras. Foi campeão da Europa em 1994.
Revelou-se internacionalmante em 1991, quando obteve a medalha de bronze nas Universíadas de Sheffield, ainda representando a União Soviética. No ano seguinte, em representação da Equipe Unificada, participou nas Olimpíadas de Barcelona, onde foi sexto classificado na final de 400 m com barreiras, com a marca de 48.63 s.
No dia 18 de setembro de 1995, Oleh Tverdokhleb morreu electrocutado quando reparava cabos eléctricos em casa de seus pais, na Ucrânia. 